# John Erskine Read
John Erskine Read (* 5. Juli 1888 in Halifax; † 23. Dezember 1973 in Toronto) war ein kanadischer Jurist. Er war von 1920 bis 1929 als Professor an der Dalhousie University und von 1946 bis 1958 als Richter am Internationalen Gerichtshof tätig.

## Leben
John Read wurde 1888 in Halifax geboren und studierte bis 1909 Rechtswissenschaften an der Dalhousie University sowie anschließend kurzzeitig an der Columbia University und von 1910 bis 1913 mit einem Rhodes-Stipendium an der University of Oxford. In der Folgezeit war er bis 1920 als Rechtsanwalt tätig. Danach wirkte er an der Dalhousie University von 1920 bis 1929 als Professor und von 1924 bis 1929 als Dekan der Juristischen Fakultät.
Von 1929 bis 1946 war er Rechtsberater und ab 1944 stellvertretender Unterstaatssekretär im kanadischen Außenministerium. Nach dem Ende des Zweiten Weltkrieges wurde er 1946 als Richter an den neu gegründeten Internationalen Gerichtshof in Den Haag gewählt, an dem er bis 1958 tätig war. Er ist damit in der Geschichte des Gerichts der bisher einzige Richter aus Kanada.
John Read war ab 1915 verheiratet und Vater von drei Söhnen. Er starb 1973 in Toronto.

## Auszeichnungen
John Read erhielt die Ehrendoktorwürde der Dalhousie University, der University of Alberta sowie der McMaster University, und wurde 1967 als Officer in den Order of Canada aufgenommen. Nach ihm benannt ist die John-E.-Read-Medaille, die vom Canadian Council on International Law verliehen wird.

## Werke (Auswahl)
- The Origins and Nature of the Law. Memorial University of Newfoundland 1955
- The Rule of Law on the International Plane. Toronto 1961